# Vaughania
Vaughania es un género de plantas con flores con once especies perteneciente a la familia Fabaceae.
Algunos autores lo consideran un sinónimo del género Indigofera.

## Especies
- Vaughania cerighellii
- Vaughania cloiselii
- Vaughania depauperata
- Vaughania dionaeifolia
- Vaughania humbertiana
- Vaughania interrupta
- Vaughania longidentata
- Vaughania mahafalensis
- Vaughania perrieri
- Vaughania pseudocompressa
- Vaughania xerophila